# Diaspidiotus pseudocamelliae
Diaspidiotus pseudocamelliae är en insektsart som först beskrevs av Green 1919.  Diaspidiotus pseudocamelliae ingår i släktet Diaspidiotus och familjen pansarsköldlöss. Inga underarter finns listade i Catalogue of Life.